# Эдди, Ли
Ли Эдди (англ. Lee Addy; 7 июля 1990, Аккра, Гана) — ганский футболист, игравший на позиции защитника. Выступал за сборную Ганы.

## Карьера в сборной
Дебютировал за сборную Ганы в товарищеском матче против национальной команды Аргентины 1 октября 2009 года. 30 мая 2010 года попал в основной состав своей сборной на мировое первенство 2010 года.

## Достижения
- В 2008 году стал лучшим защитником Ганы[4].